# 하동 대안사 수륙무차평등재의촬요
하동 대안사 수륙무차평등재의촬요(河東 大安寺 水陸無遮平等齋儀撮要)는 대한민국 경상남도 금남면 대치리 대안사에 있는, 결수작법을 위주로 하는 천도재 의식의 교본이다. 2011년 9월 8일 경상남도의 문화재자료 제541호로 지정되었다.

## 개요
결수작법을 위주로 하는 천도재 의식의 교본으로 서지학적, 불교미술사, 불교의식 등의 연구에 귀중한 자료이므로 경상남도 문화재자료로 지정하여 보존․관리하고자 함

## 같이 보기
- 수륙무차평등재의촬요

## 참고 문헌
- 하동 대안사 수륙무차평등재의촬요 - 국가유산청 국가유산포털